# 特勞恩施泰因山
47°52′25″N 13°50′26″E / 47.873611°N 13.840556°E

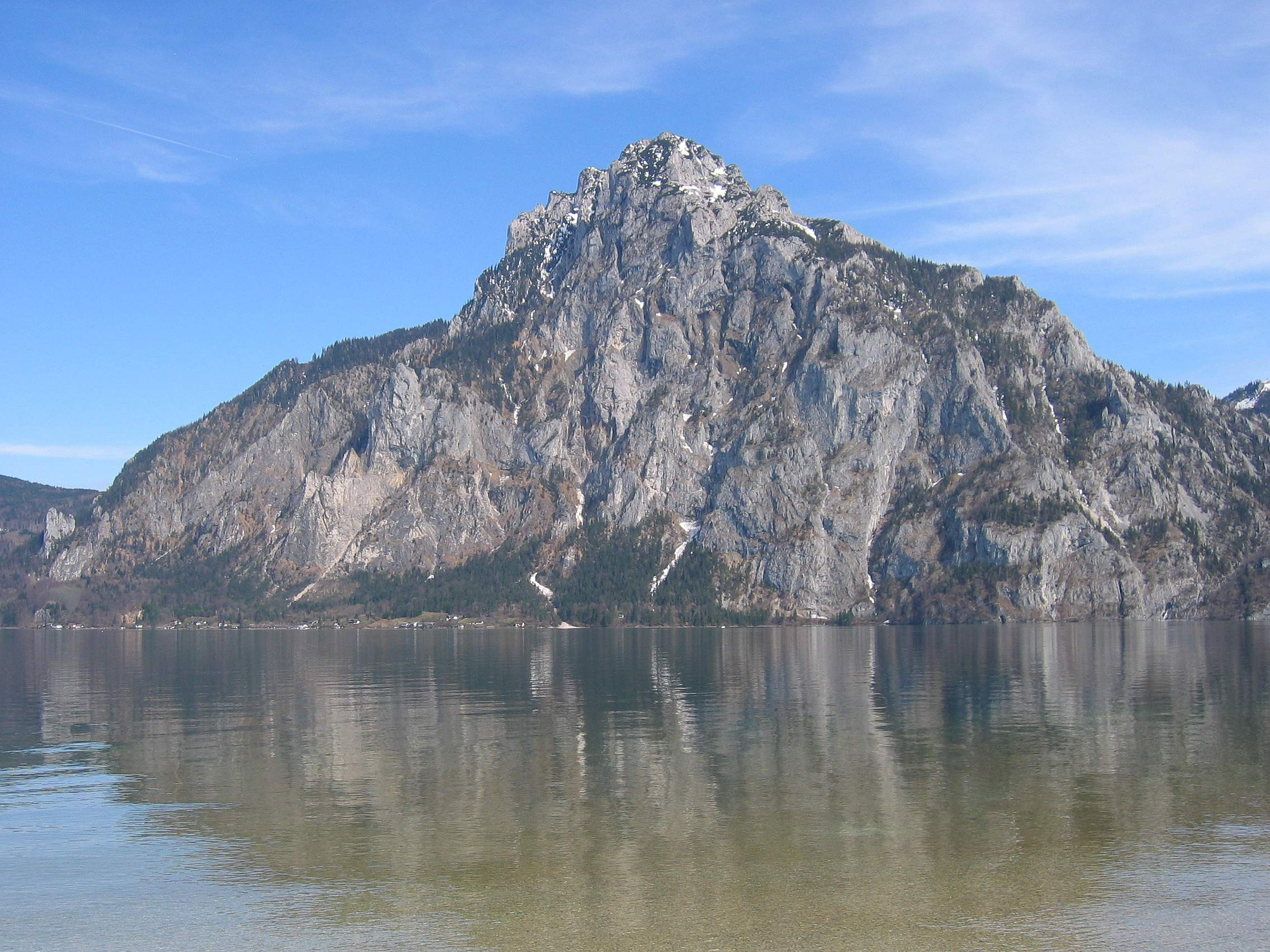

特勞恩施泰因山（德語：Traunstein），是奧地利的山峰，位於該國北部，由上奧地利州負責管轄，屬於上奧地利前阿爾卑斯山脈的一部分，處於特勞恩湖東岸，海拔高度1,691米。